# Eridadi Mukwanga
Eridadi Mukwanga (* 12. Juli 1943 in Kawanda, Busoga; † Januar 1998) war ein ugandischer Boxer und Olympiamedaillengewinner.
Bei den Olympischen Sommerspielen 1968 in Mexiko-Stadt gewann Mukwanga die Silbermedaille im Bantamgewicht (bis 54 kg) der Männer, womit er der erste Olympiamedaillengewinner in der Geschichte Ugandas war.